# معهد الشرق الألماني
مؤسسة المشرق الألماني (DOS)٬ أومعهد الشرق الألماني٬ هو أقدم معهد بحثي خاص بالشرق الأدنى والأوسط في أوروبا.

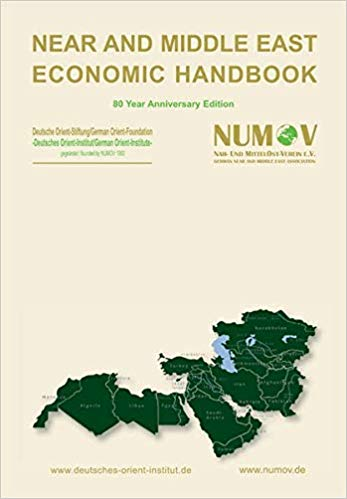
إحدى إصدارات مجلة أورينت التابعة لمعهد الشرق الأوسط الألماني

## تاريخ
تأسس المعهد عام 1960 في برلين٬ الهدف منه هو تعزيز وتعميق العلاقات بين جمهورية ألمانيا الاتحادية ودول ومجتمعات الشرق الأوسط من منطقة المغرب العربي٬ إلى أفغانستان وباكستان في مجالات العلوم والاقتصاد والثقافة والسياسة. يستقطب المعهد العديد من  العلماء الإسلاميين والمؤرخين وعلماء الاجتماع والساسة الذين لديهم دراية شاملة بثقافة ولغات المنطقة. علاوة على ذلك، تنشر وزارة الخارجية الألمانية بانتظام المنشورات العلمية مثل مجلة أورينت، وتحليلات موجزة لنشاطات المعهد، والعديد من الدراسات الاستشارية في مجال السياسات والدراسات الشرقية.   
يتألف مجلس الإدارة ومجلس أمناء مؤسسة أورينت من ممثلين عن السياسة والأعمال والعلوم.محور العمل هو إقليم الشرق الأدنى والأوسط (شمال إفريقيا، شبه الجزيرة العربية، أفغانستان، باكستان، تركيا)، ويتناول محتوى معهد الشرق الألماني التطورات السياسية والاجتماعية والثقافية والاقتصادية الحالية في المجتمعات الإسلامية.  
الرئيس التنفيذي هو فيليب لورز.
نواب الرئيس هم:
- أ. فاروق أكيول، مدير مؤسسة سارياس
- هنري هاسلبارث، هاسيل بارث للاستشارات
- هيلين رانج، المدير الإداري لرابطة الشرق الأوسط (NUMOV).

أعضاء مجلس الإدارة الآخرين هم:
- علي بن حرمل الظاهري، جامعة أبو ظبي، رئيس المجلس التنفيذي.
- أوليفر هيرميس، رئيس NUMOV.
- مارتن نيومان، عضو في مجموعة البوندستاغ
- سوزان شروتر، أستاذة أخلاقيات وعلم السلوك وباحثة في مجال الأستعمار ومابعد الاستعماربجامعة جوته في فرانكفورت
- يوهانس سيلي، عضو البوندستاغ الألماني
- ألف سورنسن، المدير العام لبنك ABC الدولي فرع فرانكفورت

## معهد الشرق الألماني (DOI)
يتولى معهد المشرق الألماني دور استشاري سياسي للوزارات والشركات والمؤسسات الألمانية. علاوة على ذلك ، ينظم معهد الشرق الألماني بانتظام مؤتمرات متخصصة حول الأولويات الإقليمية (مثل اليمن أو سوريا أو تركيا) وكذلك ندوات متخصصة حول نقل الكفاءة بين الثقافات لممثلي قطاع الأعمال الألماني. المجموعات المستهدفة ليست فقط جهات فاعلة سياسية واقتصادية وكذلك مؤسسات علمية، بل أيضًا جمهورًا واسعًا مهتمًا.
منذ عام 1960 ، ينشر معهد المشرق الألماني المجلة العلمية Orient - Deutsche Zeitschrift für Politik  Wirtschaft und Kultur der Orient، مع مقالات متخصصة ومقالات ومراجعات كتب من قبل خبراء دوليين حول موضوعات إقليمية. يتم إصدار المجلة كل ثلاثة أشهر.

## روابط خارجية
- موقع مؤسسة المشرق الألماني